# Rotsterhaule
Rotsterhaule is een dorp in de gemeente De Friese Meren in de Nederlandse provincie Friesland. Rotsterhaule ligt direct ten westen van Sintjohannesga, niet ver van het Tjeukemeer. Het vormt samen met Sintjohannesga een tweelingdorp.
Het dorp Rotsterhaule heeft een relatief groot buitengebied. In 2023 telde het dorp 590 inwoners. De buurtschap Onland ligt in het postcodegebied van het dorp.

## Geschiedenis
De plaats is rond 1500 ontstaan op de weg van Sintjohannesga naar de veenontginningen. De plaatsnaam is echter afgeleid van verhoogd stuk land dat bij Rottum hoorde. Rotsterhaule werd vanaf de 14e eeuw genoemd als Rottehaule, Rotster Haula en Rotserhaule. 
In 1490 heeft er in Rotsterhaule een Roomse kapel van het Haschker Convent-klooster (uit Haskerdijken) gestaan. De kapel heeft tot 1580 dienstgedaan en stond op de kruising van de Streek en de Lange Dijk.
In het gebied vond in het verleden veel vervening plaats. Gietersen vestigden zich hier in de tweede helft van de 18e eeuw om veen af te graven. Het gebied werd erg nat en liep bij slecht weer helemaal onder water, het werd het Onland genoemd. De polder is echter drooggemalen door vier molens. De laatst overgebleven molen, genaamd De Hersteller, is door de bevolking van sloop gered en staat net over de dorpsgrens in Sintjohannesga.
Na de droogmaling wordt het gebied hoofdzakelijk voor veeteelt gebruikt. 

## Bakkerijen
In de jaren 50 van twintigste eeuw woonden en werkten aan de Streek in het tweelingdorp wel tien verschillende bakkers. Een mogelijke uitleg is dat bakkers jonge knechten in dienst namen. Als deze knechten na jaren dienst goed opgeleid waren, werden ze te duur en begonnen zij een eigen bakkerij. De meeste van die bakkerijen zijn in de jaren zestig verdwenen, maar de zaken die overbleven gingen op in grotere bakkersbedrijven: in Rotsterhaule de koek- en pepernotenfabriek van Modderman en in Sintjohannesga de koekfabriek van Wieger Ketellapper (onderdeel van Koninklijke Peijnenburg B.V.) en de roggebroodfabriek van Van Dijk.

## Natuur
Bij het dorp is een oorspronkelijk veengebied bewaard gebleven, de scharrenlanden in de Groote Sintjohannesgaaster Veenpolder. De westkant van dat gebied is het natuurreservaat Oosterschar, dat in binnen het dorpsgebied van Rotsterhaule valt. Het natuurgebied wordt in zijn geheel ook Oosterschar genoemd en is ongeveer 500 ha groot en wordt beheerd door It Fryske Gea.

## Onderwijs
Het dorp heeft een basisschool, Openbare basisschool De Schakel.

## Sport
Net over de grens met Rohel werd in 1947 de voetbalvereniging voetbalvereniging DWP opgericht, deze is in 1976 verhuisd naar Sintjohannesga en vormt de voetbalvereniging van de drie dorpen. In Rotsterhaule heeft de Tennisvereniging Sintjohannesga e.O. twee buitenbanen.

## Voorzieningen
Het dorp kent enkele winkels, waaronder een supermarkt met daarin een postagentschap gevestigd. Daarnaast is er een huisartspraktijk.

## Openbaar vervoer
- Lijn 48: Heerenveen - Rottum - Sintjohannesga - Rotsterhaule - Rohel - Vierhuis - Delfstrahuizen - Echtenerbrug - Echten - Oosterzee - Lemmer

Hoofdplaats: Joure     Stad: Sloten

Dorpen en gehuchten: Akmarijp · Bakhuizen · Balk · Bantega · Boornzwaag · Broek · Delfstrahuizen · Dijken · Doniaga · Echten · Echtenerbrug · Eesterga · Elahuizen · Follega · Goingarijp · Harich · Haskerhorne · Idskenhuizen · Kolderwolde · Langweer · Legemeer · Lemmer · Mirns · Nijehaske · Nijemirdum · Oldeouwer · Oosterzee · Oudega · Oudehaske · Oudemirdum · Ouwster-Nijega · Ouwsterhaule · Rijs · Rohel · Rotstergaast · Rotsterhaule · Rottum · Ruigahuizen · Scharsterbrug · Sint Nicolaasga · Sintjohannesga · Snikzwaag · Sondel · Terhorne · Terkaple · Teroele · Tjerkgaast · Vegelinsoord · Wijckel

Buurtschappen: Ballingbuur · Bargebek · Boornzwaag over de Wielen · Brekkenpolder · Commissiepolle · De Rijlst · Delburen · Finkeburen · Heide · Hooibergen · Nieuw Amerika · Onland · Schoterzijl (deels) · Schouw · Spannenburg · Tacozijl · Trophorne · Tweehuis · Vierhuis · Vrisburen · Westerend-Harich · Zevenbuurt

Friesland: Steden en dorpen      Nederland: Provincies · Gemeenten